# Fédération colombienne de tennis
La Fédération colombienne de tennis organise le tennis en Colombie et met en place un système de classement et de compétition national ainsi que désigne les cadres de l'équipe de Colombie de Coupe Davis. Elle est affiliée à la Fédération internationale de tennis depuis 1934. Elle a pour mission de diriger, encourager, gérer, réglementer et organiser le tennis en Colombie.
La présence du tennis en Colombie remonte au début du 20e siècle. Le premier tournoi national a eu lieu en 1916, tandis que les premiers clubs sont fondés dans les années 1920. Un Comité central du tennis est créé en 1932 avec pour objectif l'organisation du championnat national de l'Association Colombienne de tennis. L'Asociación Colombiana de Tenis devient en 1935 la Federación Colombiana de Tenis.
La fédération colombienne compte 20 ligues affiliées. Elle est compétente pour l'organisation des tournois nationaux et internationaux et de la gestion des équipes nationales de Coupe Davis et de Fed Cup.